# ویلیام دان
ویلیام دان (انگلیسی: William Donne; ۲ آوریل ۱۸۷۶ – ۲۴ مارس ۱۹۳۴) بازیکن کریکت اهل بریتانیا بود.